# Dendrobium delacourii
Dendrobium delacourii là một loài thực vật có hoa trong họ Lan. Loài này được Guillaumin mô tả khoa học đầu tiên năm 1924.

## Hình ảnh

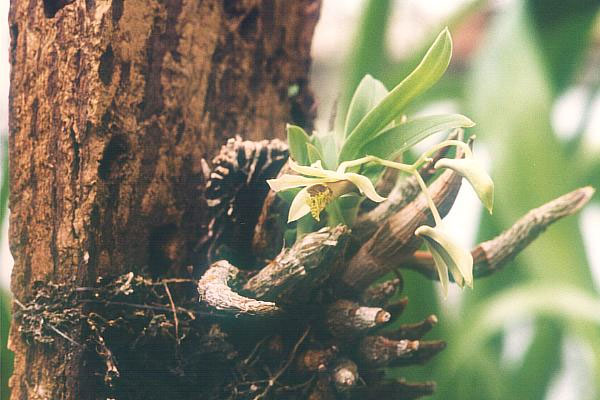